# 上天草市立姫戸小学校
上天草市立姫戸小学校（かみあまくさしりつ ひめどしょうがっこう）は、熊本県上天草市姫戸町姫浦にある公立小学校。

## 沿革
- 1874年（明治7年）2月1日 - 公立二間戸小学校創立
- 1875年（明治8年）
  - 2月13日 - 公立姫浦小学校創立
  - 3月15日 - 姫浦村字尾越1821番地に校舎新築
- 1876年（明治9年）4月18日 - 牟田分教場設置
- 1879年（明治12年）11月 - 姫浦村字西成河内3020番地に移転
- 1887年（明治20年）4月 - 姫浦小学簡易科教場・二間戸小学簡易科教場と改称
- 1888年（明治21年）5月 - 姫浦村字新皆2359番地に移転
- 1892年（明治25年）4月 - 姫戸尋常小学校と改称。二間戸小学簡易科教場を姫戸尋常小学校二間戸分教場とする
- 1895年（明治28年）
  - 4月26日 - 姫戸村姫浦西成河内1006番地に移転
  - 11月9日 - 姫浦牟田渡瀬472番地に分教場移転
- 1903年（明治36年）5月 - 姫戸村大字姫浦字姫石2419番地外6番に旧校舎移転
- 1904年（明治37年）5月14日 - 姫戸尋常高等小学校と改称
- 1905年（明治38年）6月1日 - 二間戸分教場が独立し二間戸尋常高等小学校となる
- 1941年（昭和16年） - 姫戸国民学校、二間戸国民学校と改称
- 1947年（昭和22年） - 姫戸村立姫戸小学校、姫戸村立二間戸小学校と改称
- 1959年（昭和34年）4月1日 - 二間戸小学校を統合
- 1962年（昭和37年） - 姫戸町立姫戸小学校と改称
- 1975年（昭和50年） - 牟田分校が独立し、牟田小学校となる
- 2004年（平成16年） - 上天草市立姫戸小学校と改称
- 2010年（平成22年） - 牟田小学校を統合

## 歴代校長
- - 初代校長
- - 現校長